# Delia alaba
Delia alaba är en tvåvingeart som först beskrevs av Walker 1849.  Delia alaba ingår i släktet Delia och familjen blomsterflugor. Inga underarter finns listade i Catalogue of Life.